# Coupe de France masculine de handball 2006-2007
Navigation
Coupe de France 2005-2006 Coupe de France 2007-2008
La coupe de France masculine de handball 2006-2007 a eu lieu du 13 mars 2007 au 6 mai 2007. Le "Final Four" s'est déroulé au Palais des sports de Pau.
Le Paris Handball y remporte sa première coupe de France en disposant en finale du Pays d'Aix UCH, club pensionnaire de Division 2. Ces derniers ont notamment éliminé en huitièmes de finale l'US Ivry, futur champion de France 2006-2007 puis une autre club de D1, Tremblay-en-France, en demi-finale.
Le Montpellier Handball, septuple tenant du titre, a été battu en demi-finale par les Parisiens.

## Tableau final
|  | Huitièmes de finale 13 et 14 mars 2007 | Huitièmes de finale 13 et 14 mars 2007 |                       |      | Quarts de finale 27 et 28 mars 2007 | Quarts de finale 27 et 28 mars 2007 |  |  | Demi-finales 5 mai 2007              | Demi-finales 5 mai 2007              |  |  | Finale 6 mai 2007                    | Finale 6 mai 2007                    |
|  | Huitièmes de finale 13 et 14 mars 2007 | Huitièmes de finale 13 et 14 mars 2007 |                       |      | Quarts de finale 27 et 28 mars 2007 | Quarts de finale 27 et 28 mars 2007 |  |  | Demi-finales 5 mai 2007              | Demi-finales 5 mai 2007              |  |  | Finale 6 mai 2007                    | Finale 6 mai 2007                    |
|  |                                        |                                        |                       |      |                                     |                                     |  |  |                                      |                                      |  |  |                                      |                                      |
|  | 14 mars 2007                           | 14 mars 2007                           |                       |      | 28 mars 2007, Vernon                | 28 mars 2007, Vernon                |  |  | 5 mai 2007, Palais des sports de Pau | 5 mai 2007, Palais des sports de Pau |  |  | 6 mai 2007, Palais des sports de Pau | 6 mai 2007, Palais des sports de Pau |
|  | 14 mars 2007                           | 14 mars 2007                           |                       |      | 28 mars 2007, Vernon                | 28 mars 2007, Vernon                |  |  | 5 mai 2007, Palais des sports de Pau | 5 mai 2007, Palais des sports de Pau |  |  | 6 mai 2007, Palais des sports de Pau | 6 mai 2007, Palais des sports de Pau |
|  | Saint-Marcel Vernon (D1)               | 21                                     |                       |      | 28 mars 2007, Vernon                | 28 mars 2007, Vernon                |  |  | 5 mai 2007, Palais des sports de Pau | 5 mai 2007, Palais des sports de Pau |  |  | 6 mai 2007, Palais des sports de Pau | 6 mai 2007, Palais des sports de Pau |
|  | Saint-Marcel Vernon (D1)               | 21                                     |                       |      | 28 mars 2007, Vernon                | 28 mars 2007, Vernon                |  |  | 5 mai 2007, Palais des sports de Pau | 5 mai 2007, Palais des sports de Pau |  |  | 6 mai 2007, Palais des sports de Pau | 6 mai 2007, Palais des sports de Pau |
|  | USAM Nîmes (D1)                        | 19                                     |                       |      | 28 mars 2007, Vernon                | 28 mars 2007, Vernon                |  |  | 5 mai 2007, Palais des sports de Pau | 5 mai 2007, Palais des sports de Pau |  |  | 6 mai 2007, Palais des sports de Pau | 6 mai 2007, Palais des sports de Pau |
|  | USAM Nîmes (D1)                        | 19                                     | Saint-Marcel Vernon   | 22   |                                     |                                     |  |  | 5 mai 2007, Palais des sports de Pau | 5 mai 2007, Palais des sports de Pau |  |  | 6 mai 2007, Palais des sports de Pau | 6 mai 2007, Palais des sports de Pau |
|  | 14 mars 2007                           |                                        | Saint-Marcel Vernon   | 22   |                                     |                                     |  |  | 5 mai 2007, Palais des sports de Pau | 5 mai 2007, Palais des sports de Pau |  |  | 6 mai 2007, Palais des sports de Pau | 6 mai 2007, Palais des sports de Pau |
|  |                                        | Paris Handball                         | 23                    |      |                                     |                                     |  |  | 5 mai 2007, Palais des sports de Pau | 5 mai 2007, Palais des sports de Pau |  |  | 6 mai 2007, Palais des sports de Pau | 6 mai 2007, Palais des sports de Pau |
|  | Chateauneuf les Martigues HB (N1)      | Paris Handball                         | 23                    | 23   |                                     |                                     |  |  | 5 mai 2007, Palais des sports de Pau | 5 mai 2007, Palais des sports de Pau |  |  | 6 mai 2007, Palais des sports de Pau | 6 mai 2007, Palais des sports de Pau |
|  | Chateauneuf les Martigues HB (N1)      | 27 mars 2007, Albertville              |                       | 23   |                                     |                                     |  |  | 5 mai 2007, Palais des sports de Pau | 5 mai 2007, Palais des sports de Pau |  |  | 6 mai 2007, Palais des sports de Pau | 6 mai 2007, Palais des sports de Pau |
|  | Paris Handball (D1)                    | 33                                     |                       |      |                                     |                                     |  |  | 5 mai 2007, Palais des sports de Pau | 5 mai 2007, Palais des sports de Pau |  |  | 6 mai 2007, Palais des sports de Pau | 6 mai 2007, Palais des sports de Pau |
|  | Paris Handball (D1)                    | 33                                     | Paris Handball        | 28   |                                     |                                     |  |  |                                      |                                      |  |  | 6 mai 2007, Palais des sports de Pau | 6 mai 2007, Palais des sports de Pau |
|  | 14 mars 2007                           |                                        | Paris Handball        | 28   |                                     |                                     |  |  |                                      |                                      |  |  | 6 mai 2007, Palais des sports de Pau | 6 mai 2007, Palais des sports de Pau |
|  |                                        | Montpellier Handball                   | 27                    |      |                                     |                                     |  |  |                                      |                                      |  |  | 6 mai 2007, Palais des sports de Pau | 6 mai 2007, Palais des sports de Pau |
|  | Saint-Cyr Touraine (D2)                | Montpellier Handball                   | 27                    | 28   |                                     |                                     |  |  |                                      |                                      |  |  | 6 mai 2007, Palais des sports de Pau | 6 mai 2007, Palais des sports de Pau |
|  | Saint-Cyr Touraine (D2)                | 5 mai 2007, Palais des sports de Pau   |                       | 28   |                                     |                                     |  |  |                                      |                                      |  |  | 6 mai 2007, Palais des sports de Pau | 6 mai 2007, Palais des sports de Pau |
|  | Chambéry SH (D1)                       | 38                                     |                       |      |                                     |                                     |  |  |                                      |                                      |  |  | 6 mai 2007, Palais des sports de Pau | 6 mai 2007, Palais des sports de Pau |
|  | Chambéry SH (D1)                       | 38                                     | Chambéry SH           | 19   |                                     |                                     |  |  |                                      |                                      |  |  | 6 mai 2007, Palais des sports de Pau | 6 mai 2007, Palais des sports de Pau |
|  | 13 mars 2007                           |                                        | Chambéry SH           | 19   |                                     |                                     |  |  |                                      |                                      |  |  | 6 mai 2007, Palais des sports de Pau | 6 mai 2007, Palais des sports de Pau |
|  |                                        | Montpellier Handball                   | 27                    |      |                                     |                                     |  |  |                                      |                                      |  |  | 6 mai 2007, Palais des sports de Pau | 6 mai 2007, Palais des sports de Pau |
|  | OC Cesson (D2)                         | Montpellier Handball                   | 27                    | 18   |                                     |                                     |  |  |                                      |                                      |  |  | 6 mai 2007, Palais des sports de Pau | 6 mai 2007, Palais des sports de Pau |
|  | OC Cesson (D2)                         | 28 mars 2007, Mulhouse                 |                       | 18   |                                     |                                     |  |  |                                      |                                      |  |  | 6 mai 2007, Palais des sports de Pau | 6 mai 2007, Palais des sports de Pau |
|  | Montpellier Handball (D1)              | 28                                     |                       |      |                                     |                                     |  |  |                                      |                                      |  |  | 6 mai 2007, Palais des sports de Pau | 6 mai 2007, Palais des sports de Pau |
|  | Montpellier Handball (D1)              | 28                                     | Paris Handball        | 28   |                                     |                                     |  |  |                                      |                                      |  |  |                                      |                                      |
|  | 14 mars 2007                           |                                        | Paris Handball        | 28   |                                     |                                     |  |  |                                      |                                      |  |  |                                      |                                      |
|  |                                        | Pays d'Aix UCH (D2)                    | 21                    |      |                                     |                                     |  |  |                                      |                                      |  |  |                                      |                                      |
|  | ASCA Wittelsheim (D2)                  | Pays d'Aix UCH (D2)                    | 21                    | 27ap |                                     |                                     |  |  |                                      |                                      |  |  |                                      |                                      |
|  | ASCA Wittelsheim (D2)                  |                                        |                       | 27ap |                                     |                                     |  |  |                                      |                                      |  |  |                                      |                                      |
|  | US Créteil (D1)                        | 26                                     |                       |      |                                     |                                     |  |  |                                      |                                      |  |  |                                      |                                      |
|  | US Créteil (D1)                        | 26                                     | ASCA Wittelsheim (D2) | 26   |                                     |                                     |  |  |                                      |                                      |  |  |                                      |                                      |
|  | 13 mars 2007                           |                                        | ASCA Wittelsheim (D2) | 26   |                                     |                                     |  |  |                                      |                                      |  |  |                                      |                                      |
|  |                                        | Tremblay-en-France                     | 35                    |      |                                     |                                     |  |  |                                      |                                      |  |  |                                      |                                      |
|  | Aurillac HCA (D2)                      | Tremblay-en-France                     | 35                    | 31   |                                     |                                     |  |  |                                      |                                      |  |  |                                      |                                      |
|  | Aurillac HCA (D2)                      | 28 mars 2007, Aix-en-Provence          |                       | 31   |                                     |                                     |  |  |                                      |                                      |  |  |                                      |                                      |
|  | Tremblay-en-France (D1)                | 33                                     |                       |      |                                     |                                     |  |  |                                      |                                      |  |  |                                      |                                      |
|  | Tremblay-en-France (D1)                | 33                                     | Tremblay-en-France    | 26   |                                     |                                     |  |  |                                      |                                      |  |  |                                      |                                      |
|  | 14 mars 2007                           |                                        | Tremblay-en-France    | 26   |                                     |                                     |  |  |                                      |                                      |  |  |                                      |                                      |
|  |                                        | Pays d'Aix UCH (D2)                    | 28                    |      |                                     |                                     |  |  |                                      |                                      |  |  |                                      |                                      |
|  | Pays d'Aix UCH (D2)                    | Pays d'Aix UCH (D2)                    | 28                    | 29   |                                     |                                     |  |  |                                      |                                      |  |  |                                      |                                      |
|  | Pays d'Aix UCH (D2)                    |                                        |                       | 29   |                                     |                                     |  |  |                                      |                                      |  |  |                                      |                                      |
|  | US Ivry (D1)                           | 27                                     |                       |      |                                     |                                     |  |  |                                      |                                      |  |  |                                      |                                      |
|  | US Ivry (D1)                           | 27                                     | Pays d'Aix UCH (D2)   | 40   |                                     |                                     |  |  |                                      |                                      |  |  |                                      |                                      |
|  | 14 mars 2007                           |                                        | Pays d'Aix UCH (D2)   | 40   |                                     |                                     |  |  |                                      |                                      |  |  |                                      |                                      |
|  |                                        | Dijon BHB (D2)                         | 25                    |      |                                     |                                     |  |  |                                      |                                      |  |  |                                      |                                      |
|  | Dijon Bourgogne HB (D2)                | Dijon BHB (D2)                         | 25                    | 31   |                                     |                                     |  |  |                                      |                                      |  |  |                                      |                                      |
|  | Dijon Bourgogne HB (D2)                |                                        |                       | 31   |                                     |                                     |  |  |                                      |                                      |  |  |                                      |                                      |
|  | SC Sélestat (D1)                       | 29                                     |                       |      |                                     |                                     |  |  |                                      |                                      |  |  |                                      |                                      |
|  | SC Sélestat (D1)                       | 29                                     |                       |      |                                     |                                     |  |  |                                      |                                      |  |  |                                      |                                      |

## Résultats détaillés

### Seizièmes de finale
Comme d'habitude, la coupe de France a réservé son lot de surprises et la plus belle est sans conteste l'élimination de Dunkerque par Wittelsheim. Pour Toulouse, Istres, Villeurbanne et Pontault-Combault, la Coupe n'a été qu'un petit tour un peu tristounet, battus respectivement par Aurillac, Aix, Châteauneuf et Saint-Cyr. Les résultats des seizièmes de finale sont :
- Aurillac HCA (D2) score inconnu[2] Toulouse Union HB
- Billère Handball 26 - 33 Montpellier Handball
- HBC Libourne (D2) 22 - 33 USAM Nîmes Gard
- Livry-Villepinte 93 25 - 32 Paris Handball
- US Saintes 24 - 27 Saint-Marcel Vernon
- HBC Gien Loiret 25 - 32 US Ivry
- Saint-Cyr Touraine 37 - 29 UMS Pontault-Combault
- ESM Gonfreville l'Orcher 20 - 26 OC Cesson
- Chateauneuf les Martigues HB (N1) 29 - 26 Villeurbanne Handball Association
- Pays d'Aix UCH 33 - 25 Istres Ouest Provence Handball
- Lille MHBC Villeneuve d'Ascq 24 - 28 US Créteil
- Belfort AUHB 26 - 34 SC Sélestat
- ASCA Wittelsheim (D2) 45tab - 44 Dunkerque HGL
- Haguenau AS 33 - 41 Tremblay-en-France Handball
- ES Besançon 25 - 35 Dijon Bourgogne HB (D2)

### Huitièmes de finale
Les résultats des huitièmes de finale sont:
Saint-Marcel Vernon (D1) - USAM Nîmes (D1) 21 - 19 (Mi-temps 13-9)
- SMV Vernon
  - Gardien : Mario Kelentrić 18/37 dont 1/4 Pen.
  - Joueurs : Jérôme Delaporte 2/5, Sébastien Longuemare, Miguel Gracia 1/4, Josip Cavar 0/2, Marko Pavlovic 3/9, Mathieu Lanfranchi 4/8, Johan Boisedu 2/3, El Hadji Mbaye 2/4, Patrik Ćavar 1/2, Daouda Diarra, Pape Benga, Stéphane Raphanel 6/10
- USAM Nimes
- Gardien : Bruno Martini 19/40 dont 1/6 pen.
  - Joueurs : Yann Balmossiere 0/2, Jean-Philippe Haon 2/6, Bertrand Vial, Thomas Michel 1/3, Mickael Grossmann, Nikola Malesevic 3/5, Guillaume Saurina 6/14, Maxime Derbier 2/4, Bruno Basneville 3/3, Jordan Perronneau 0/1, Malik Boubaiou 1/1, Benoît Chevalier 1/4

Chateauneuf les Martigues HB (N1) - Paris Handball (D1) 23 - 33 (Mi-temps 10-18)
- Chateauneuf
  - statistiques inconnues
- Paris 
  - Joueurs : Arive 8, Nicolas Claire 3, Ibrahima Diaw 7, Lis 2, Sébastien Mongin 1, Kévynn Nyokas 1, Émeric Paillasson 1, Cédric Sorhaindo 5, Sid Ali Yahia 5

RS Saint-Cyr Touraine HB (D1) - Chambéry Savoie Handball (D1) 22 - 38 (Mi-temps 14-15)
- Saint-Cyr Touraine
  - Gardiens : Fermigier 12 arrêts sur 27 tirs dont 1 pen, Fulop 6 arrêts sur 29 tirs dont 1 pen.
  - Joueurs : Stamate 7/13, Ognjenovic 4/5, Khoukhi 3/5 dont 1/2 pen., Spincer 2/5, Tica 2/6, Roullin 1/1 pen. Bakaitis 1/1, Gibory 1/2, Chernogorov 1/3, Baradji 0/3
  - Exclusions pour 2 minutes : Bakaitis (6e, 16e, 28e), Tica (23e), Stamate (24e)
- Chambéry :
  - Gardiens : Nebojša Stojinović 4 arrêts sur 18 tirs, Cyril Dumoulin 10 arrêts sur 24 tirs dont 1 pen.
  - Joueurs : Laurent Busselier 8/12 dont 1/2 pen., Guillaume Joli 12/16 dont 3/5 pen., Nenad Vučković 5/9 dont 0/1 pen., Karel Nocar 4/6, Maxime Cherblanc 3/3, Edouard Moskalenko 2/2, Bertrand Roiné 2/10, Jackson Richardson 1/2, Zacharia N'Diaye 0/1. Xavier Barachet -
  - Exclusions pour 2 minutes : Nocar (8e), N'Diaye (11e), Joli (13e), Cherblanc (17e), Barachet (29e), Roiné (41e)

OC Cesson (D2) - Montpellier Handball (D1) 18 - 28 (Mi-temps 9-11)
- Cesson
  - Gardiens : Galliou (1 arrêt), Potteau (8 arrêts).
  - Joueurs : Salou (2), Leber 3), Solomon, Bertrand (1), Endjenguele (1), Marlin (2) (cap), Kokanovic (2), Deniault (1), Benoît Doré (3), Francastel (1), Sylvain Hochet, Romain Briffe (2).
  - Entraîneur : David Christmann.
- Montpellier 
  - Gardiens : Daouda Karaboué (16 arrêts), Vincent Gérard.
  - Joueurs : Geoffroy Krantz (1), Cédric Burdet (4), Franck Junillon (1), Issam Tej (5), William Accambray (3), Frédéric Dole, Samuel Honrubia (3), Jan Sobol (1), Igor Anic, Mladen Bojinović (8), Wissem Hmam (2).
  - Entraîneur : Patrice Canayer.

ASCA Wittelsheim (D2) - US Créteil (D1) 27 - 26ap (Mi-temps 12-12, temps réglementaire 25-25)
- Wittelsheim
  - Gardiens : Motlik (tout le match, 21 arrêts)
  - Joueurs : Bokr 4/8, Herbrecht 1/7, Valent 6/13, Rieker 3/3, Piroch 0/1, Kieffer 0/1, Cadars, Schneider 6/18 dont 0/1 p., Rognon 3/4, Frik 4/10 dont 2/3 p.
  - Entraîneur : Jean-Paul Billig.
  - Exclusions pour 2 minutes : Rognon (45’11), Schneider (51’49).
- US Créteil
  - Gardiens : Fabien Arriubergé (1re à 42e et 45e à fin, 20 arr. dont 1p.) et Nicolas Lemonne (42e à 45e)
  - Joueurs : Guéric Kervadec 1/2, Bjarni Fritzson 3/4, Sébastien Quintallet 2/8, Nerijus Atajevas 5/15, Bakekolo, Crepin, Zuniga 2/9, Eremia Pîrîianu 3/5, Benoît Henry 6/9, Igor Kos 4/12 dont 1/2 p.
  - Entraîneur : Mile Isaković.
  - Exclusions pour 2 minutes : Atajevas (18’14, 21’00), Piriianu (48’35), Fritzon (69’52).
  - Carton rouge direct : Lemonne (45’34, agression sur Rieker).

Aurillac Handball Cantal Auvergne (D2) - Tremblay-en-France Handball (D1) 31 - 33 (Mi-temps 15-16)
- statistiques inconnues

Pays d'Aix UCH (D2) - US Ivry (D1) 29 - 27
- statistiques inconnues

Dijon Bourgogne Handball (D2) - SC Sélestat (D1) 31 - 29 (Mi-temps 15-18)
- Dijon
  - Gardiens : Dragan Mladenović (11 arrêts), Marmier (8).
  - Joueurs : Kahlun (4/6), Jérémy Suty (2/4), Carle (7/9), Kiour (4/8), Boulant, Lacroute (1/2), Collart (3/6, dont 1 p), Provornikov , Poletti (3/5), Portefaix (1/2), Marmier , Chauvin (8/14, 2p).
  - Exclusions pour 2 minutes : Suty (51e), Boulant (25e), Poletti (34e).
- SC Sélestat
  - Gardiens : Francis Franck (4 arrêts), Mickaël Robin (8).
  - Joueurs : Martin (3/5), Waeghe (5/11), Nestor (1/1), Baptiste Butto (4/4), Christian Omeyer (5/6, 4p), Ighirri (4/4), Fernaud-Pernot (3/3), Galotte (0/1), Demarson (0/1), Willmann (1/4), Freppel (2/7, 1p), Haraket (2/2).
  - Exclusions pour 2 minutes : Martin (30e), Butto (27e), Ighirri (10e), Fernaud-Pernot (23e), Willmann (23e).

### Quarts de finale
Saint-Marcel Vernon - Paris Handball
Sur le fil et à la grâce de son capitaine Olivier Girault à 10 secondes de la fin sur un jet de 7 mètres, le Paris HB s'est imposé à Vernon dans un match ou les défenses et surtout les deux gardiens, Mario Kelentrić et Patrice Annonay ont brillé par leur efficacité. Mais Paris, défait face à Vernon il y a quelques mois a souffert presque plus que de raison en rapport à l'écart existant au classement de la LNH. Comme souvent, le SMV a fait du jeu, a su mettre en place une défense performante devant son assurance tout risque Mario Kelentrić parfaitement aidé aux jets de 7 mètres par Nicolas Pierzo Piel, mais cela n'a pas suffi. Des pertes de balles un peu trop souvent stupides, des erreurs de gestion quand le score demandait plus de retenue et c'est Paris qui avec tout son métier est venu coiffer les locaux sur le fil. Comme un symbole, la dernière tentative de Vernon va échouer sur le poteau, renvoyant le SMV à son opération sauvetage en D1 et Paris vers une demi-finale qui pourrait ouvrir de jolies perspectives européennes au club de la capitale.
| 28 mars 2007 20h00 | Saint-Marcel Vernon | 22-23      | Paris Handball  | Salle du Grevarin, Vernon Arbitrage : Gilles Bord, Olivier Buy |
| 28 mars 2007 20h00 | Ćavar, Raphanel 5   | (9-11)     | Diaw, Girault 6 | Salle du Grevarin, Vernon Arbitrage : Gilles Bord, Olivier Buy |
| 28 mars 2007 20h00 | ×2                  | Rapport HZ | ×3              | Salle du Grevarin, Vernon Arbitrage : Gilles Bord, Olivier Buy |

- SMV Vernon
  - Gardiens : Mario Kelentrić 60' 14 arrêts dont 0/3 pen., Pierzo Piel 3 arrêts dont 3/4 pen.
  - Joueurs : Patrik Ćavar 5/9 dont 1/2 pen., Raphanel 5/12, Pavlovic 4/8, Mathieu Lanfranchi 3/5, Gracia 3/7, Mbaye el Hadji 2/4, Claudel 0/1, Delaporte 0/2, Diarra, Benga. Josip Ćavar .
  - Exclusions temporaires : 2
  - Entraîneur : Dragan Zovko

- Paris
  - Gardiens : Patrice Annonay 47' 11 arrêts dont 0/1 pen., Nikola Blažičko 3 arrêts dont 0/1 pen.
  - Joueurs : Ibrahima Diaw 6/9, Olivier Girault 6/13 dont 1/2 pen., Arive 3/5 dont 3/4 pen., Frédéric Louis 3/7, Cédric Sorhaindo 2/3, Di Salvo 1/2, Sid Ali Yahia 1/3, Sébastien Mongin 1/7, Olivier Nyokas 0/1 pen., Nicolas Claire, Kévynn Nyokas, Robert Lis.
  - Exclusions temporaires : 3
  - Entraîneur : Thierry Anti

Chambéry Savoie Handball - Montpellier Handball
Le MHB pourra briguer une 9e Coupe de France consécutive car le club champion de France a fait étalage de toute sa puissance face à Chambéry dans la salle d'Albertville. C'est en retrouvant une bonne partie de ce qui fait sa force, un engagement de tous les instants et quelques éléments en pleine possession de leurs moyens ont largement fait pencher la balance pour les Héraultais. Car Chambéry n'aura guère pu lutter qu'un petit quart d'heure, encore en panne d'adresse sur la base arrière et perdant 12 ballons dans le jeu, les locaux vont se faire décrocher irrémédiablement dans la deuxième partie de la première période. Le temps pour Issam Tej d'être impeccable au tir, pour Daouda Karaboué de continuer sur sa lancée des dernières semaines, c'est-à-dire impressionnant, le temps pour les jeunes Accambray et Sobol de faire du 100% et tout était plié dans ce choc des chocs. La bataille annoncée n'aura guère eu lieu faute de combattant côté CSH, avec un duo Roiné - Vukovic encore en échec avec un 0/8 cumulé à eux deux, avec des ailiers qui n'auront pas pu contrebalancer ce manque de performance, seuls les jeunes Barachet et N'Diaye arriveront à se mettre un peu en évidence sur cette base arrière un peu trop mise en échec par une défense montpelliéraine certes bien retrouvée sur la partie.
| 27 mars 2007 20h00 | Chambéry Savoie Handball | 19 - 27 | Montpellier Handball | Halle Olympique, Albertville Arbitrage : Thierry Dentz et Denis Reibel |
| 27 mars 2007 20h00 | Zacharia N'Diaye 5       | (9-16)  | Issam Tej 6          | Halle Olympique, Albertville Arbitrage : Thierry Dentz et Denis Reibel |
| 27 mars 2007 20h00 | Rapport HZ               |         |                      | Halle Olympique, Albertville Arbitrage : Thierry Dentz et Denis Reibel |

- Chambéry :
  - Gardiens : Nebojša Stojinović 30' 10 arrêts, Cyril Dumoulin 30' 12 arrêts dont 1/2 pen.
  - Joueurs : Zacharia N'Diaye 5/10, Guillaume Joli 4/5 dont 4/4 pen., Cédric Paty 4/7, Laurent Busselier 2/4 dont 1/1 pen. Xavier Barachet 2/4, Karel Nocar 2/5, Edouard Moskalenko 0/1, Jackson Richardson 0/1, Bertrand Roiné 0/4, Nenad Vučković 0/4, Benjamin Gille, Maxime Cherblanc.
  - Entraîneur : Philippe Gardent.
- Montpellier :
  - Gardiens : Daouda Karaboué 60' 20 arrêts dont 0/4 pen., Vincent Gérard 0/2 pen.
  - Joueurs : Issam Tej 6/6, Michaël Guigou 5/11 dont 1/1 pen., Mladen Bojinović 4/10 dont 0/1 pen., William Accambray 2/2, Jan Sobol 2/2, Cédric Burdet 2/4, David Juříček 2/5, Jordan François-Marie 1/2, Wissem Hmam 1/3, Geoffroy Krantz
  - Entraîneur : Patrice Canayer.

ASCA Wittelsheim - Tremblay-en-France
Après une mi-temps où l'ASCA aura chèrement défendu ses chances avec un David Schneider dans tous les bons coups, les pensionnaires de D2 ont lâché la rampe en début de deuxième période et ont encaissé un sévère 10-0 qui a tué tout suspens dans ce match. Face à une équipe de D1 qui aura fait pour le moins dans le solide et l'appliqué, les locaux auront parfois trouvé les bonnes solutions en attaque même si Sébastien Mias les a fait bien souffrir, mais la défense n'aura pas permis d'envisager un troisième exploit consécutif dans ce match. Tout le mérite en revient à cette équipe de Tremblay qui a encore trouvée les bonnes solutions dans son jeu avec des joueurs moins médiatiques comme Christophe Orjas et Ibrahima Sall mais diablement efficace depuis un bon moment.
| 28 mars 2007 20h00 | ASCA Wittelsheim (D2) | 26 - 35    | Tremblay-en-France | Palais des Sports, Mulhouse Arbitrage : Sylvie Borrotti, Odile Marcet |
| 28 mars 2007 20h00 | Valent 8              | (12-15)    | Orjas, Prat 5      | Palais des Sports, Mulhouse Arbitrage : Sylvie Borrotti, Odile Marcet |
| 28 mars 2007 20h00 | ×4                    | Rapport HZ | ×4                 | Palais des Sports, Mulhouse Arbitrage : Sylvie Borrotti, Odile Marcet |

- ASCA Wittelsheim
  - Gardiens : Motlik 1re à 49e, 17 arrêts dont 1 pen., Van Vooren 50e à fin, 2 arrêts
  - Joueurs : Valent 8/16, Schneider 6/18 dont 0/1 pen., Kieffer 3/3, Rieker 2/3, Piroch 2/3, Frik 2/7 dont 1/2 pen. Bokr 1/4, Herbrecht 1/2, Cadars 1/2, Rognon 0/3.
  - Exclusions pour 2 minutes : Bokr (26’33), Herbrecht (30’45, 36’41), Cadars (52’15).
  - Entraîneur : Jean-Paul Billig.
- Tremblay HB : 
  - Gardiens : Mias 1re à 30e, 17 arrêts, Petar Angelov 31e à fin, 9 arrêts dont 2 pen.
  - Joueurs : Orjas 5/8, Prat 5/9, Yacinn Bouakaz 4/6, Ibrahima Sall 4/7, Mohamadi Loutoufi 4/7, Rastko Stefanovič 3/6 dont 2/2 pen., Wissem Bousnina 3/6 dont 2/3 pen., Semir Zuzo 3/7, Sébastien Ostertag 2/4, Ugolin 1/2, Largent 1/2, Urda.
  - Exclusions pour 2 minutes : Ojas (27’20), Bouakaz (45’53, 47’53), Largent (56’17).
  - Entraîneur : David Penaud.

Pays d'Aix - Dijon
Face à un Dijon qui non seulement s'était déplacé à 8 joueurs de champ, mais de surcroit n'avait aligné aucun des hommes forts du collectif de D2, Aix a remporté une victoire sans discussion faisant la différence en deuxième période.
| 28 mars 2007 19h30 | Pays d'Aix UCH (D2) | 40 - 25    | Dijon Bourgogne Handball (D2) | Louison Bobet, Aix-en-Provence Arbitrage : Charlotte et Julie Bonaventura |
| 28 mars 2007 19h30 | Cherrier, Reverdy 9 | (16-12)    | Bailly 7                      | Louison Bobet, Aix-en-Provence Arbitrage : Charlotte et Julie Bonaventura |
| 28 mars 2007 19h30 | ×5                  | Rapport HZ | ×4                            | Louison Bobet, Aix-en-Provence Arbitrage : Charlotte et Julie Bonaventura |

- Pays d'Aix
  - Gardiens : Bienvenu 40', 15 arrêts, Vandevoorde 20', 7 arrêts
  - Joueurs : Leforestier 2, Martinie 1, Ehle 3, Cherrier 9, Raux 2, Reverdy 9, Segond 5, Amate 4, Lhermet 4, Visioli 1.
  - Exclusions temporaires : 5.
  - Entraîneur : Philippe Julia.
- Dijon
  - Gardien : Lelièvre 60', 15 arrêts dont 2 pen.
  - Joueurs : Kahlun 2, Prost 2, Begin 6, Bailly 7, Portefaix 4, M. Cachot 4.
  - Exclusions temporaires : 4.
  - Entraîneur : Denis Lathoud

### Demi-finales
Montpellier Handball - Paris Handball
Cette première demi-finale oppose deux équipes rodées à la compétition : Montpellier, vainqueur des 8 dernières précédentes, et Paris, une équipe qui même si elle n'a jamais pu soulever la Coupe est une habituée des derniers carrés et qui n'avait plus que la Coupe de France pour sauver sa saison. Paris prend le meilleur départ mais, profitant de sa profondeur de banc, Montpellier resserre les boulons en défense et revient au bout d'un petit quart d'heure à hauteur des Parisiens beaucoup plus à la peine dans le jeu offensif. Montpellier continue ensuite à jouer au yoyo avec le score (tantôt à égalité, tantôt avec 2 buts de retard) avant de concéder un moins quatre sur un coup de canon en lucarne de Cédric Sorhaindo à 2 secondes du coup de sifflet de la mi-temps (10-14).
La deuxième mi-temps repartait sur les mêmes bases, une équipe de Paris qui maîtrise parfaitement son jeu et une équipe de Montpellier qui coure vainement après le score avec même un déficit de 5 buts à la 40e minute, grâce notamment à un Patrice Annonay en état de grâce. Côté montpelliérain, un exceptionnel Michaël Guigou ne pouvait pas à lui seul combler les limites du jeu collectif du tenant de la Coupe de France. Et pourtant, sans un dernier coup de collier et un arrêt extraordinaire d'Annonay sur Issam Tej, la victoire a failli revenir au MHB qui ne s'incline finalement que d'un but 27 à 28 face à un Paris qui a certainement proposé le jeu le plus cohérent collectivement, qui a su rester dans sa ligne de conduite 60 minutes.
| 5 mai 2007 16h00 | Montpellier Handball | 27 - 28   | Paris Handball     | Palais des sports, Pau Affluence : 3 000 Arbitrage : Nordine Lazaar et Laurent Reveret |
| 5 mai 2007 16h00 | Mladen Bojinović 9   | (10 - 14) | Sébastien Mongin 7 | Palais des sports, Pau Affluence : 3 000 Arbitrage : Nordine Lazaar et Laurent Reveret |
| 5 mai 2007 16h00 | Rapport HZ           |           |                    | Palais des sports, Pau Affluence : 3 000 Arbitrage : Nordine Lazaar et Laurent Reveret |

- Montpellier HB
  - Gardiens : Daouda Karaboué 45' 7 arrêts sur 27 tirs dont 1/2 pen., Vincent Gérard 15' 4 arrêts sur 12 tirs.
  - Joueurs : Cédric Burdet 0/2, Franck Junillon 2/3, Issam Tej 1/5, William Accambray 1/2, Frédéric Dole 3/7, Michaël Guigou 6/8, Samuel Honrubia -, David Juříček 1/1, Jan Sobol 1/3, Mladen Bojinović 9/11 dont 6/6 pen., Wissem Hmam 3/12.
  - Entraîneur : Patrice Canayer.
- Paris
  - Gardiens : Patrice Annonay 60' 25 arrêts dont 0/5 pen., Nikola Blažičko 0/1 pen.
  - Joueurs : Kévynn Nyokas -, Cédric Sorhaindo 1/1, Nicolas Claire 1/2 dont 0/1 pen., Ibrahima Diaw 6/8, Sébastien Mongin 7/12, Di Salvo 1/4, Arive 3/3 dont 1/1 pen., Robert Lis 1/1, Frédéric Louis 6/9, Olivier Girault 2/5., Mehdi Lacritick -, Olivier Nyokas -.
  - Entraîneur : Thierry Anti

Aix - Tremblay
Avec cette deuxième demi-finale, c'était un tantinet David contre Goliath : annoncés comme victimes expiatoires de Tremblay, les Aixois de Philippe Julia n'avaient pas vraiment les faveurs du pronostic. Sauf qu'avec une insouciance de tous les instants et une joie de jouer permanente, c'est bien le club de Division 2 qui s'offre sa finale aux dépens d'un Tremblay qui aura couru après le score la majeure partie du match : en début de match (8-7), puis à la mi-temps (12-11) ou encore à 6 minutes du gong final (24-21). Grâce à un Stéphane Clémençon qui prouve, avec ses 25 arrêts, que son titre de meilleur gardien de D2 n'est absolument pas une hérésie, Aix ne laisse pas Tremblay revenir au score et s'impose finalement 28 à 26.
| 5 mai 2007 18h00 | Pays d'Aix UCH (D2) | 28 - 26 | Tremblay | Palais des sports, Pau Affluence : 3 000 Arbitrage : Jérôme Rolland et Cyril Rolland |
| 5 mai 2007 18h00 | (12 - 11)           |         |          | Palais des sports, Pau Affluence : 3 000 Arbitrage : Jérôme Rolland et Cyril Rolland |
| 5 mai 2007 18h00 | Rapport HZ          |         |          | Palais des sports, Pau Affluence : 3 000 Arbitrage : Jérôme Rolland et Cyril Rolland |

- Aix : 
  - Gardiens : Stéphane Clémençon 60' 25 arrêts sur 49 tirs dont 2/2 pen.
  - Joueurs : Raux 2/5, Noalhyt 2/2 dont 1/1 pen., Segond 0/4, Ehle 0/2, Amate 7/12, Pierrick Reverdy 4/8, Cherrier 7/14, Lhermet 4/5, Leforestier, Visioli 2/2, Vandevoorde, Ong
  - Entraîneur : Philippe Julia.
- Tremblay HB : 
  - Gardiens : Petar Angelov 30' 7 arrêts sur 21 tirs dont 0/1 pen., Mias 30' 8 arrêts sur 22 tirs dont 0/1 pen.
  - Joueurs : Ugolin 1/1, Urda, Orjas 1/2, Semir Zuzo 4/5, Sébastien Ostertag 2/6, Rastko Stefanovič 4/9, Ibrahima Sall  1/10, Prat 2/4, Mohamadi Loutoufi 5/7, Wissem Bousnina 4/9, Yacinn Bouakaz 2/5, Largent 0/1.
  - Entraîneur : David Penaud.

### Finale
En finale, Paris a battu Aix, club de D2 :
| 6 mai 2007 15h00 | Paris Handball        | 28 - 21   | Pays d'Aix UCH (D2) | Palais des sports, Pau Affluence : 3 000 Arbitrage : Nordine Lazaar et Laurent Reveret |
| 6 mai 2007 15h00 | Nicolas Claire 6      | (13 - 11) | Julien Segond 5     | Palais des sports, Pau Affluence : 3 000 Arbitrage : Nordine Lazaar et Laurent Reveret |
| 6 mai 2007 15h00 | Compte-rendu Handzone |           |                     | Palais des sports, Pau Affluence : 3 000 Arbitrage : Nordine Lazaar et Laurent Reveret |

Statistiques du match
| Paris Handball - Gardiens : - Patrice Annonay, 55 min, 19/38 dont 1/3 pen. - Nikola Blažičko (de), 5 min, 1/3 pen. - Joueurs : - Kévynn Nyokas - Cédric Sorhaindo 4/5 - Nicolas Claire 6/8 dont 6/6 pen. - Ibrahima Diaw 3/8 - Sébastien Mongin 2/4 - Lilian Di Salvo 1/3 - Bruno Arive 3/4 - Robert Lis (pl) 1/1 - Frédéric Louis 3/10 - Olivier Girault 5/7 - Mehdi Lacritick - Olivier Nyokas - Entraîneur : Thierry Anti | Pays d'Aix Université Club handball - Gardiens : - Stéphane Clémençon, 58 min, 12/37 dont 0/4 pen. - Bienvenu, 2 min, 0/2 dont 0/1 pen. - Vandevoorde, 0 min, 0/1 pen. - Joueurs : - Raux 1/2 - David Noalhyt 1/2 pen. - Julien Segond 5/9 dont 2/2 pen. - Ehle 1/3 - Amate 3/5 - Pierrick Reverdy 4/12 - Cherrier 3/8 - Lhermet 1/1 - Leforestier - Visioli 1/3 - Bhakti Ong 1/1 pen. - Entraîneur : Philippe Julia |

## Vainqueur final
| Coupe de France masculine 2006-2007 Paris Handball (1re coupe de France) |